# Autoland
Per autoland (in italiano atterraggio automatico) si intende il sistema in grado di far atterrare un moderno aereo di linea in maniera totalmente automatica. Ai piloti spetta semplicemente impostare in maniera corretta la strumentazione di bordo.

## Storia
Il sistema di autoland venne ideato in Gran Bretagna negli anni quaranta per risolvere i frequenti casi di atterraggi in condizioni di bassa visibilità. In quegli anni, infatti, molti aerei della British European Airways ebbero incidenti durante le manovre di approccio e di atterraggio, facendo focalizzare l'attenzione sul problema e portando all'ideazione del sistema.

## Caratteristiche
Il sistema di autoland era stato originariamente pensato per rendere possibili gli atterraggi in condizioni di scarsa visibilità. Generalmente, l'autoland si effettua quando la visibilità è inferiore a 600 metri, ma esistono limitazioni che variano da aereo ad aereo. Il sistema include l'avvio automatico del freno appena i carrelli toccano la pista, e alcuni modelli avviano anche i deflettori e i reverse. Il sistema di autoland comporta l'utilizzo di un radioaltimetro che determina la quota a cui sta volando l'aereo. Il segnale radio dell'ILS è utilizzato dai piloti per localizzare l'esatto centro della pista dopo aver disattivato l'autopilot (questa disattivazione si compie, in caso di scarsa visibilità, a una quota compresa fra i 100 e i 50 piedi). Una volta che il sistema di autoland sarà armato e saranno captati i segnali dell'ILS, il sistema continuerà automaticamente le procedure di atterraggio. Per disattivare il sistema di autoland, infatti, i piloti dovranno premere il tasto disengage dell'autopilot. Questo strumento è estremamente preciso e permette all'aereo di toccare la pista nel punto esatto, anche senza visibilità. La differenza fra l'autoland e l'instrument landing system (ILS) consiste nel fatto che quest'ultimo diventa inutilizzabile dopo che l'aereo in atterraggio ha oltrepassato, ancora volando, la soglia di inizio pista, poiché il segnale dell'ILS viene captato solo fino all'inizio della runway (limitazione inaccettabile in caso di nebbia fitta).

## Funzionamento
Il sistema di autoland consiste di una radio ILS in grado di captare i segnali del glideslope e del localizer. Questo apparecchio funziona in relazione con il Flight Management Computer, che, alla quota adatta, inizierà le procedure di atterraggio. Poiché il cosiddetto CAT III C, ossia l'atterraggio con una visibilità compresa fra i 50 e gli zero metri, è ovviamente la situazione peggiore nella quale potrebbe atterrare un aereo, e poiché queste condizioni meteorologiche impedirebbero un'efficace risposta manuale dei piloti in caso di guasto alla strumentazione, il sistema di autoland è dotato di tre ricevitori ILS, tre altimetri e tre sistemi di controllo del volo, in modo da attivare automaticamente un'altra parte in caso qualcosa si guasti.
Se il sistema di autoland noterà delle incongruenze nei dati, un indicatore segnalerà ai piloti la scritta "Approach only", informando dell'impossibilità di atterrare. Nel caso in cui il sistema non riesca a captare il segnale radio dell'ILS, i piloti visualizzeranno l'avviso "Autoland fault". Se questo problema si presenta al di sopra della quota di decisione (l'altezza alla quale è ancora possibile scegliere se atterrare o no), i piloti potranno atterrare manualmente (se la visibilità lo consente) o riprendere quota e rinunciare all'atterraggio. Nel caso in cui il problema si presenti al di sotto della quota di decisione, l'aereo sarà già a pochi metri dal suolo e impegnato nel touchdown. Data l'importanza di questo strumento, l'affidabilità e la precisione del sistema di autoland è tale che gli incidenti aerei causati da un guasto a questo strumento sono meno di uno su un milione.